# Heidelberg, Texas
Heidelberg är en ort i Hidalgo County i delstaten Texas, USA.